# Il fu Mattia Pascal
Il fu Mattia Pascal  è un celebre romanzo di Luigi Pirandello che apparve dapprima a puntate sulla rivista Nuova Antologia nel 1904 e che fu pubblicato in volume nello stesso anno. Il fu Mattia Pascal fu il primo grande successo di Pirandello, scritto, secondo la leggenda, nelle notti di veglia alla moglie, Maria Antonietta Portulano, paralizzata alle gambe, circostanza che in realtà manca di riscontri effettivi.

## Trama
Nella premessa il protagonista annuncia che ha deciso di mettere per iscritto la sua strana vicenda per poi lasciare il manoscritto nella biblioteca dove lavora, con l'obbligo di aprirlo solo cinquant'anni dopo la sua terza, ultima e definitiva morte. Il consiglio di mettere per iscritto il suo caso gli è venuto dal suo amico bibliotecario, don Eligio.
Mattia Pascal vive a Miragno, dove il padre, intraprendente mercante che ha fatto fortuna in modo misterioso, ha lasciato in eredità alla sua famiglia (composta da sua moglie e i loro due figli, Mattia e Roberto) diversi possedimenti, tra cui un podere con mulino; questi averi sono gestiti da Batta Malagna, un disonesto amministratore soprannominato “la talpa” che lentamente li sta prosciugando (approfittandosi dell’inettitudine della madre di Mattia). Mattia racconta brevemente della sua infanzia, passata tra le lezioni del modesto istruttore privato Pinzone e le visite della severissima zia Scolastica, che cerca inutilmente di convincere la madre di Mattia a risposarsi con Gerolamo Pomino, padre di un grande amico di Mattia e Roberto, anch’esso chiamato Gerolamo Pomino (II).
Un giorno Malagna resta vedovo della moglie Guendalina, con cui aveva un rapporto difficile, e con la scusa di volere un erede finché è in grado di produrne sposa subito Oliva, ragazza di cui Mattia è invaghito. Lei, però, non gli dà figli, proprio come la moglie precedente, e il marito la picchia, non potendo ammettere di essere sterile. Pomino confessa a Mattia di essersi innamorato di una ragazza, Romilda, figlia di Marianna Dondi, vedova Pescatore e cugina di Malagna; ha però saputo, tramite una serva di Romilda, che Malagna sta tramando qualcosa con la cugina: questa gli ha rimproverato di non aver sposato Romilda una volta rimasto vedovo, e ora che anche Oliva non gli sta dando figli lo zio si sarebbe pentito di non aver acconsentito al matrimonio con la nipote. Mattia e Pomino temono che Malagna e Marianna stiano architettando un modo per avere un figlio da Romilda. Pascal suggerisce a Pomino di salvare Romilda sposandola, ma essendo lui molto timido si offre di conquistarla al posto suo, andandola a trovare e parlandogli di lui. Con la scusa di una cambiale che Malagna dovrebbe pagare Mattia va a casa di Romilda, dove sa di trovare anche Malagna; qui conosce Romilda, che gli piace subito molto, ma si trattiene poco per poter tornare il giorno dopo, cosa che non sembra piacere a Marianna. Sebbene le parli continuamente di Pomino Romilda s’innamora di Mattia, che la ricambia, e un giorno i due, rimasti soli, cedono alla passione. Romilda resta incinta di Mattia e questi pensa a come preparare sua madre alla notizia del loro matrimonio, ma poi riceve una lettera da Romilda in cui lei gli dice, senza spiegargli il perché, che non devono più vedersi. Il giorno stesso Oliva va a casa di Mattia per sfogarsi con sua madre: Malagna le ha detto di essere riuscito ad avere un figlio, dimostrando quindi di non essere sterile. Mattia, capito il motivo per cui Romilda gli ha detto che non avrebbero più dovuto vedersi, si sente ingannato da lei. Va così a casa di Oliva e le mostra la lettera di Romilda, che così capisce che Malagna non è il vero padre del bambino di Romilda. Mattia le dice che deve far credere al marito che lui può veramente avere un figlio, e così la mette incinta. Quando Malagna scopre che Oliva aspetta un figlio, capisce il tradimento della moglie e dice a Mattia che ha disonorato la nipote e deve rimediare sposandola. Mattia capisce che Romilda non ha fatto nulla di male: la ragazza, infatti, sostiene che quando aveva rivelato alla madre di essere innamorata di Mattia, questa era andata su tutte le furie e le aveva detto che non avrebbe mai acconsentito a farla sposare con uno scioperato. Giunto Batta Malagna, la vedova Pescatore li aveva lasciati da soli e la giovane gli aveva rivelato il suo stato, chiedendogli di opporsi alla madre, dato che voleva restare fedele a Mattia. L'uomo le aveva detto che, essendo minorenne, era ancora sotto la potestà della madre, e che se avesse voluto questa avrebbe potuto anche agire giudizialmente contro Mattia, ma era giunto a un compromesso accettando come suo il figlio che sarebbe nato da Romilda. Ora però che anche la moglie di Malagna è incinta lui deve fare da padre al suo bambino e non può più riconoscere il figlio di Romilda.
Mattia quindi è costretto a sposare Romilda, invidiosa del fatto che il figlio di Oliva nascerà tra gli agi mentre il suo verrà al mondo in povertà; sviluppa così un’antipatia per il marito, peggiorata dal fatto che la sua gravidanza la sta indebolendo molto, mentre quella di Oliva sembra solo renderla più bella. Per salvare il podere della Stìa col mulino i Pascal devono vendere le loro case, e la madre di Mattia va a vivere col figlio; lui cerca un lavoro, ma senza successo, a causa della sua inettitudine e del caos che regna a casa sua, che gli impedisce di mettere ordine nella sua vita. La vedova Pescatore e Romilda sono infatti scortesi con la madre di Mattia, il che lo porta a uscire poco per non lasciarle sole con lei, ma stando sempre in casa si attira le ire della suocera. Dopo un incidente increscioso fra le tre donne zia Scolastica prende la madre di Mattia a vivere con sé; andandosene, però, aggredisce Marianna tirandole in faccia l’impasto del pane che stava preparando, e in risposta alle risate di Mattia questa lo aggredisce, mentre sua figlia vomita nella stanza accanto. Mattia, dopo aver riso per l’assurdità della faccenda, esce di casa, deciso a non rientrare finché non avrà trovato un lavoro. Verso sera s’imbatte in Pomino: egli è adirato con lui per il suo tradimento, e Mattia cerca di convincerlo (con scarso successo) che è stato lui a tradirlo, dato il sacrificio che fa vivendo con Romilda e sua madre. Pomino, commosso dalla sua situazione, prima gli offre dei soldi (che Mattia rifiuta) e poi gli trova un lavoro: suo padre, entrato nel municipio, gli ha detto che la biblioteca di Boccamazza è in misere condizioni e gestita dall’anziano signor Romitelli, fisicamente e mentalmente debole. Mattia diviene così bibliotecario, guadagnando più di sua suocera, e per quattro mesi condivide il posto di lavoro con Romitelli, che però poi muore. Mattia teme che la noia e la monotonia della sua vita lo portino, col tempo, a diventare come il vecchio bibliotecario, e i libri di filosofia che inizia a leggere gli sconcertano la mente. Ogni tanto questa situazione gli fa venire pensieri strani, “lampi di follia”, cui sfugge passeggiando in spiaggia; qui la vista del mare gli suggerisce di tornare alla sua vita monotona, senza prendere i rischi che comporta il farsi troppe domande. Un giorno gli giunge notizia che la moglie sta per partorire, quindi si precipita a casa, dove la suocera gli dice di andare a cercare un medico, che sua figlia sta morendo. Dopo aver girato invano Mattia, esausto, torna a casa e vi trova il dottore. Romilda sta partorendo due bambine: una è già nata, l'altra sta per venire al mondo. Una delle due muore pochi giorni dopo, l'altra quando ha quasi un anno, quasi nella stessa ora della madre di Mattia. Mattia passa la notte a vagare per il paese e le campagne finché si ritrova nel podere della Stìa, presso la gora del mulino. Un vecchio mugnaio di nome Filippo lo fa sedere sotto un albero e gli parla dei suoi genitori, che ha conosciuto nei suoi molti anni di servizio nelle loro terre, e lo consola dicendogli che non deve disperarsi, perché la figlia è stata accolta nell’aldilà da sua nonna, che le parlerà sempre di lui e non l'abbandonerà mai.
Dopo una delle solite liti con moglie e suocera, che dopo il lutto lo disgustano, Mattia fugge dal paese, non riuscendo più a resistere alla sua miserabile vita. Strada facendo pensa di recarsi a Marsiglia per poi partire per l'America, ma giunto a Nizza inizia a dibattere se tornare indietro, non essendo sicuro di voler abbandonare la sua vita monotona ma sicura. Si ferma davanti a una bottega dove sono esposti opuscoli che pubblicizzano il gioco della roulette; all'inizio si allontana, ma poi vi entra e, scettico ma curioso, ne compra uno che spiega come vincere alla roulette, quindi parte per Montecarlo. Decide di giocarsi 500 lire mandategli dal fratello per la sepoltura della madre (cui ha già provveduto la zia Scolastica), di cui tanto le due donne a casa non sono a conoscenza; riflette che se non gli dovessero restare i soldi per tornare a casa potrebbe sempre impiccarsi su uno degli alberi lì intorno. Giunto al casinò gioca alla roulette e, con sua sorpresa, vince ogni volta, passandovi (senza rendersene conto) un’intera giornata. Dati i suoi colpi fortunati una donna gli propone di giocare con lei, ma lui la respinge; lei va a parlare con uno spagnolo, che poi viene da lui a fargli la stessa richiesta e lo assilla per tutta la sera, costringendolo anche a dormire nel suo stesso albergo. Cerca di capire come faccia Mattia a vincere, e quando lui cerca di spiegargli che è stato puro caso non gli crede. Finalmente, stufo di essere assillato, Mattia lo allontana malamente. Continua a giocare e a vincere per nove giorni, poi inizia a perdere. Smette di giocare solo la mattina del dodicesimo giorno, quando vede che un ragazzo con cui ha giocato una volta si è sparato in testa nel giardino del casinò. Ne copre il viso con un fazzoletto e decide di smettere di giocare, conservando così buona parte delle sue vincite (82.000 lire circa).
Torna a Nizza per partirne il giorno stesso, deciso a tornare a casa; in treno riflette sul da farsi, alternando tra il desiderio di vendicarsi della suocera mettendola a lavorare al mulino e la preoccupazione per i debiti, che gli prosciugheranno le vincite. Leggendo il giornale, però, scopre per caso che a Miragno è stato trovato nella roggia del suo mulino un cadavere in stato di avanzata putrefazione che è stato identificato come il suo: essendo scomparso da molti giorni, i suoi concittadini hanno pensato che si fosse suicidato per dissesti finanziari. Sebbene sconvolto capisce presto che, credendolo tutti morto, può iniziare un'altra vita, senza debiti o parenti assillanti. Scende d’istinto ad Alenga, paesino vicino a Miragno, e decide di assumere uno pseudonimo, che però fatica a trovare; intanto riceve conferma della sua presunta morte da un necrologio pubblicato sul Foglietto, settimanale di Miragno che si fa portare apposta. Per evitare di essere riconosciuto si taglia la barba, si lascia crescere i capelli e inizia a portare occhiali azzurrati, che nascondono il suo strabismo. Assume quindi lo pseudonimo di Adriano Meis, prendendo nome e cognome dal dialogo tra due passeggeri sul suo treno per Torino, e abbandona la sua fede nuziale nel bagno di una stazione. Cerca poi di costruirsi un passato, decidendo che Adriano Meis è nato in Argentina, giunto in Europa a pochi mesi e cresciuto a Torino. Per elaborare meglio questa nuova identità va a Torino per memorizzarne i luoghi. Inizia poi a viaggiare, in Italia e all'estero, soprattutto in Germania, evitando di creare qualsiasi legame personale per evitare di dover dare spiegazioni sulla sua vita presente e passata.
Dopo circa due anni inizia a sentirsi solo e, volendo anche diminuire le spese, si stabilisce a Roma in una camera ammobiliata. Il padrone di casa, Anselmo Paleari, è un grande appassionato di teosofia e spiritismo; vivono con lui sua figlia, la dolce e mite Adriana, Terenzio Papiano, genero di Paleari, vedovo e pieno di debiti, il fratello di questi, Scipione, epilettico, e un'altra inquilina di camera ammobiliata, Silvia Caporale, amante segreta di Terenzio. Paleari ritiene che quest'ultima, donna anziana e sola col vizio del vino, abbia grandi capacità come medium, e riesce a coinvolgere Adriano nei suoi discorsi sulla morte e l’aldilà. Adriano, pur molto reticente a creare legami, si fa man mano coinvolgere negli accadimenti della casa e s’innamora di Adriana, ma scopre che anche Terenzio vuole sposarla, per non dover restituire al suocero la dote della sua moglie precedente (visto che è morta senza avergli dato figli). Tra i due inizia una tacita lotta, con Terenzio che tenta di scoprire di più sul suo passato (arrivando a portargli un finto parente lontano in casa) e Adriano che cerca di impedirglielo.
Adriano si sottopone a un’operazione per farsi correggere l’occhio strabico, per liberarsi dell’ultima traccia di Mattia Pascal ed essere sicuro di non farsi riconoscere (dopo aver rischiato che accadesse quando lo spagnolo con cui ha giocato a Montecarlo è venuto a far visita a Terenzio). Durante una seduta spiritica nella sua stanza bacia Adriana e, distratto da alcuni fenomeni soprannaturali, non si accorge che Scipione gli ha rubato 12.000 lire; Adriana lo incita a denunciare il cognato, certo l’organizzatore del furto, ma lui rinuncia per non avere a che fare con le autorità. Poco dopo ha un alterco con un pittore conoscente di Papiano, Bernaldez, e ne viene sfidato a duello, ma è costretto a desistere dal far valere i suoi diritti per evitare indagini sulla sua identità. Queste disavventure lo spingono alla disperazione e alla nostalgia della vita come Mattia: giunto, girovagando, sul Ponte Margherita, considera di suicidarsi, poi decide invece d’inscenare il suicidio di Adriano per tornare a essere Mattia. Lascia quindi bastone, cappello e un biglietto col nome Adriano Meis sul ponte e va a Miragno, deciso a riprendere Romilda in moglie, tenendo una condotta più decisa verso di lei e la suocera.

Fa prima una sosta a Oneglia, dal fratello, per vedere come reagirà alla sua ricomparsa, e scopre che nel periodo in cui era presunto morto sua moglie si è risposata con Pomino. Torna a Miragno la sera stessa e, presentatosi di sorpresa a casa di Pomino, vi trova la moglie, la suocera e il vecchio amico a cena; inizialmente li spaventa spacciandosi per un fantasma, ma desiste appena si accorge che alla famiglia si è aggiunta una neonata. Inizialmente minaccia di riappropriarsi della sua identità, rendendo così nullo il matrimonio tra Romilda e Pomino, ma, una volta spaventatili, annuncia che non ha intenzione di separarli: non tollererebbe di riprendere in moglie Romilda dopo che è stata di un altro, e non vuole fare danno alla bimba. Decide quindi di non farsi dichiarare ufficialmente vivo (anche se si mostra ai suoi compaesani, rifiutandosi però di raccontargli cos’ha fatto negli anni di assenza) e, di nuovo impossibilitato ad avere un'esistenza ufficiale, va a vivere con la zia Scolastica e torna a lavorare nella polverosa biblioteca di paese. Qui il nuovo bibliotecario, don Eligio, lo aiuta a scrivere la sua storia, cosa che gli prende sei mesi. Ogni tanto va al cimitero, dove ha portato una corona di fiori sulla tomba del suicida della Stìa, per “vedersi sepolto” (il nome sulla lapide infatti è ancora il suo), e quando qualche curioso gli chiede chi sia gli risponde “sono il fu Mattia Pascal”.

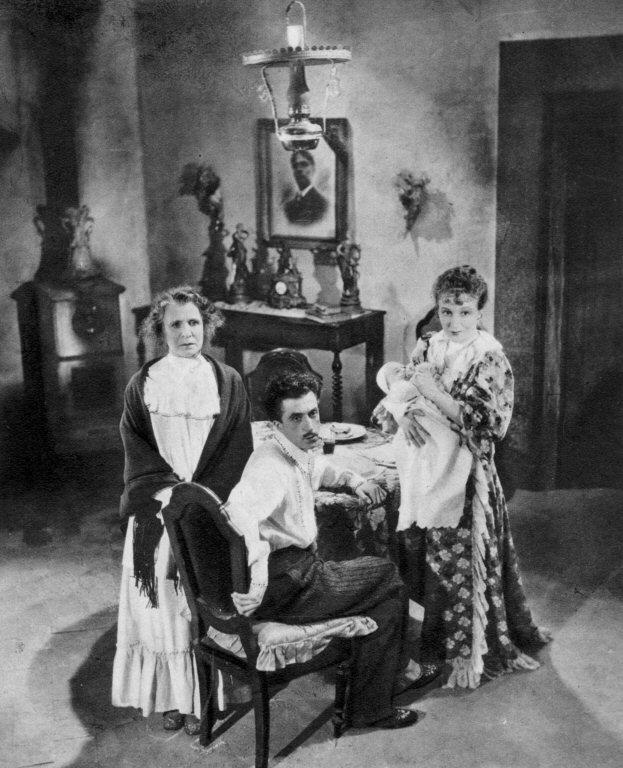
Una scena del film Il fu Mattia Pascal del 1937

## Ambientazione
Luoghi e tempi non sono molto bene specificati, in quanto la storia è un enorme flashback. Possiamo tuttavia identificare dei luoghi chiave (come via Ripetta a Roma, Oneglia, Nizza e Montecarlo). Possiamo inoltre immaginare che il periodo sia a cavallo tra la fine dell'Ottocento e gli inizi del Novecento (periodo in cui è vissuto Pirandello). La storia non ha una durata specificata, ma gli eventi che vanno dalla presunta morte di Mattia Pascal al suo ritorno a Miragno coprono un periodo di "due anni e mesi". 
Quando Mattia Pascal è sul treno di ritorno a Miragno da Montecarlo, su un giornale acquistato sperando che lo "facesse addormentare", legge tre avvenimenti: il Castello di Valençay, messo all'incanto, era stato aggiudicato al conte De Castellane; lo zar e la zarina di Russia avevano ricevuto a Perterhof una missione tibetana; l’imperatore tedesco aveva ricevuto a Potsdam l’ambasciata marocchina. Questi avvenimenti sono realmente accaduti: i primi due domenica 7 luglio 1901, il terzo, lunedì 8. Pascal inizierebbe quindi la sua avventura verso l’inizio di quell’anno, per concluderla a fine 1903.

## Narrazione

### Narratore
Il narratore della vicenda è lo stesso Pascal, che in prima persona ricorda le vicende passate e in terza persona descrive le ambientazioni e i personaggi (il narratore è quindi autodiegetico). Il tipo di focalizzazione è interna.

### Fabula e intreccio
Fabula e intreccio non coincidono. Infatti il libro è costituito da due cornici: la prima, che corrisponde all'inizio e alla fine della storia, si svolge nella biblioteca; la seconda, invece, è una lunga analessi e corrisponde agli eventi principali del romanzo.

### Luogo
I due luoghi principali dove si svolge la vicenda sono Miragno, suo paese natale, e Roma, dove risiede presso la famiglia Paleari. Durante la narrazione Mattia compie molti viaggi visitando sia città estere che italiane, come Milano, Torino, Pisa e Nizza.

### Tempo
L'autore non riferisce precisi elementi che riescano a determinare l'anno esatto dell'ambientazione dell'opera, ma, grazie alle informazioni che dà di Roma, ormai diventata capitale del Regno d'Italia, si sa che si svolge tra il 1870 e l'inizio del Novecento. Si può dedurre anche dal fatto che ci sono i treni e l'elettricità e il Ponte Umberto I a Roma. Viene anche specificato da Anselmo Paleari che, durante la permanenza a Roma di Adriano Meis, il Papa è Leone XIII. La storia narrata dura sicuramente più di 2 anni (due anni e mesi, Cap. XVIII), che sono quelli trascorsi da Mattia Pascal-Adriano Meis girovagando per l'Italia e l'Europa.

## Personaggi

### Mattia Pascal / Adriano Meis
È il protagonista e narratore della vicenda. Sul nome del protagonista, Pirandello stesso ci ha suggerito un'ipotesi interpretativa attraverso le parole di Roberto Pascal, fratello di Mattia: «Mattia, l'ho sempre detto io, Mattia, matto… matto! Ma no! Matto!».
Anche il cognome Pascal non sembra una scelta casuale. Il cognome Pascal, tipico dell'area piemontese-ligure, allude infatti alla resurrezione. Tuttavia, secondo alcuni studiosi, Pirandello nella scelta del cognome Pascal si sarebbe ispirato a un filosofo francese, Blaise Pascal le cui opere sono presenti nella biblioteca del personaggio Anselmo Paleari. Il personaggio si dimostra essere un attento osservatore della realtà e della società che lo circonda narrando fatti accaduti che riguardano altre persone che fanno parte della sua vita, infatti ad ognuna di esse offre una caratterizzazione fisica e psicologica. Egli è intollerante ai comportamenti della suocera, la vedova Pescatore, Marianna Dondi, ed ella è una delle numerose cause che condurranno Mattia alla decisione di fuga; essa infatti si può considerare l'antagonista di Mattia, e dunque tormentatrice della sua vita coniugale. Da un punto di vista fisico si può dedurre che egli non è un bell'uomo, di corporatura robusta e porta i capelli molto corti e la barba ben curata, la sua particolarità e ciò che marca il suo aspetto è lo strabismo dell'occhio sinistro. Nelle vesti di Adriano Meis egli porta i capelli lunghi che lo fanno assomigliare ad un "filosofo tedesco", è sbarbato e col tempo si fa correggere il suo difetto all'occhio con un'operazione chirurgica. (p. 92) Il protagonista narra che il nome di "Adriano Meis" gli fu offerto in treno, partito da poche ore da Alenga per Torino, viaggiando con due signori che discutevano animatamente di iconografia cristiana. Accadde che uno dei vecchi ripeté il nome "Adriano", tante volte, sempre con gli occhi rivolti a Mattia, e in seguito ad una domanda pronunciò "Camillo de Meis". Mattia credette che gridasse a lui quel nome e ripetendo meccanicamente il nome "Adriano", alla fine buttò via quel "de" e tenne il "Meis". Gli parve che questo nome quadrasse bene con il suo aspetto e si battezzò "Adriano Meis". Per quanto riguarda la caratterizzazione culturale e socio - economica (p. 40) di Mattia, essa è pessima in quanto egli stesso narra, rivolgendosi anche a Berto (suo fratello): "Fummo due scioperati; non ci volemmo dar pensiero di nulla, seguitando, da grandi, a vivere come nostra madre, da piccoli, ci aveva abituati". Dunque la madre non ha mai voluto mandarli a scuola e così un tal Pinzone divenne il loro precettore, il quale allevò i due con false citazioni di autori inventati, per cui Mattia aveva ricevuto una educazione che rasentava l'analfabetismo. Da un punto di vista economico, egli possiede dei poderi, ma spesso parla di una mancanza di qualsiasi capacità, quindi di un'inettitudine da parte di Batta Malagna, una persona avida, che contribuisce a creare i problemi economici del Pascal. Quando il padre era ancora in vita, la famiglia Pascal godeva di una posizione sociale privilegiata e di una discreta disponibilità economica; dopo la morte del padre, la famiglia Pascal subì dei torti da parte di Batta Malagna e Mattia Pascal dovette andare a lavorare come bibliotecario. Da un punto di vista psicologico, Mattia assume atteggiamenti negativi e mostra rancore nei confronti di Batta Malagna, persona avida, la vedova Pescatore, persona gelida, Terenzio Papiano, sembra voglia approfittarsi di Adriana; dunque Mattia è anche una persona a cui stanno a cuore le persone a lui care, infatti mostra empatia, dunque compassione nei confronti della madre e dunque verso Adriana, la quale è una persona debole e istigata da Terenzio Papiano. Mattia è una persona molto malinconica, questo anche perché si trova in solitudine, dunque ciò mostra anche un'inaspettata forza. Mattia discute di forti contrasti esistenziali che lo assillano, con il signor Anselmo Paleari, come la vita, la morte, e anche la cosiddetta "lanterninosofia".

### La madre di Mattia
Mattia ha un particolare rapporto di devozione e di affetto nei confronti della donna che l'ha messo al mondo. È una donna molto gracile, ha una voce nasale e viene definita da Mattia stesso una "bambina cieca" che non si accorge di ciò che la Talpa (Batta Malagna) sta facendo. È sempre stata molto buona con i figli e non ha mai fatto mancare loro niente, neanche nei periodi nei quali, per colpa di Batta Malagna, la famiglia era sommersa dai debiti. La donna è inoltre succube del comportamento iroso e maleducato della suocera di Mattia, che riversa la sua delusione per il matrimonio della figlia proprio sulla povera donna, nel periodo in cui per i noti dissesti finanziari la coppia l'aveva ospitata per qualche tempo a casa, prima che si trasferisse da sua cognata, la zia Scolastica. Mattia ha una vera e propria devozione nei riguardi di sua madre, il rapporto fra i due è di tenerezza e stima. È molto pacata, placida, quasi infantile.
È molto gracile e spesso malata dopo la morte del marito, anche se non si lamenta mai dei propri mali. Ciò che probabilmente più la preoccupa è la sorte dei suoi figli, rimasti praticamente senza nulla dopo la morte del padre e dopo che la stessa signora Pascal aveva lasciato tutte le sue ricchezze e proprietà sotto l'amministrazione di Batta Malagna. Non accorgendosi degli imbrogli fatti alle sue spalle può solo facilitare la sua rovina. Quando Mattia si sposa con Romilda non riesce a sopportare la vicinanza della, violenta e bisbetica, vedova Pescatore e finisce con il diventarne una vittima. Fugge di casa con la cognata ma la morte la colpisce dopo poco, a causa degli affanni e dei feroci litigi subiti in precedenza.

### Giambattista Malagna
Giambattista Malagna, detto "la Talpa" è l'unico amico del Signor Pascal, a cui per questo la madre ha affidato l'amministrazione delle sue ricchezze dopo la morte del marito, cosa che ha naturalmente portato alla rovina della famiglia di Mattia. Ha un viso lungo incorniciato da baffi melensi e pizzo; il pancione languido che sembra arrivare fino a terra, le gambe corte e tozze: secondo Mattia, ha il volto e il corpo che più non si addicono ad un ladro come lui. Anche per quanto riguarda altri aspetti (come i sentimenti) Malagna è sempre pronto ad agire con egoismo e avidità: ad esempio il caso di Oliva, ragazza amata da Mattia ma successivamente sposa di Malagna, che viene trattata male poiché non riesce a dargli un erede. Il Malagna accusa Oliva di essere infertile ma, riuscendo a rimanere incinta di Mattia Pascal, egli dovette prenderla in sposa sostenendo che il figlio che ella aspettava era suo.

### La vedova Pescatore,Marianna Dondi
È sicuramente l'antagonista, in quanto tormentatrice della vita coniugale di Mattia, ma non ha esattamente la stessa influenza che avevano i precedenti sul protagonista: ella è una delle numerose cause che condurranno Mattia alla decisione di fuga. Cugina della "talpa" Malagna, anche a lei è attribuito un nomignolo che le si addice, "la strega". Marianna Dondi, Vedova Pescatore, esprime fin dall'inizio l'antipatia nei confronti di Mattia: "non mi parve che accogliesse con molto piacere la mia seconda visita: mi porse appena la mano: gelida mano, secca, nodosa, gialliccia". Diventata la suocera poi si scatena contro di lui, tormentandolo ininterrottamente con i suoi rimproveri risentiti.

### Adriana Paleari
È la figlia di Anselmo Paleari, proprietario della pensione di via Ripetta a Roma dove Mattia Pascal, sotto l'identità di Adriano Meis, alloggia durante il suo soggiorno nella capitale. È una ragazza pura, gentile, educatissima, tenera, dolcissima e discreta ma allo stesso tempo è responsabile di se stessa e di tutta la famiglia. È molto amata da Mattia proprio per queste sue doti particolari che la rendono unica, lei ricambia l'amore ma la "non identità" del protagonista impedirà il matrimonio e quindi qualsiasi altra evoluzione del rapporto.

### Terenzio Papiano
Terenzio è il cognato di Adriana (era il marito dell'ormai defunta sorella della fanciulla) e cerca a tutti i costi di sposarsi con la ragazza per non perdere la dote. È un uomo spietato pronto a fare di tutto per il denaro. È proprio lui che durante la seduta spiritica ruba del denaro a Mattia (12.000 lire). È un personaggio negativo che sfrutta anche il fratello malato.

### Gerolamo Pomino
È un amico d'infanzia di Mattia Pascal che già da ragazzo nutre un profondo affetto per Romilda Pescatore. Infatti Mattia conosce quest'ultima proprio per metterla in contatto con Pomino. Tuttavia dopo una relazione si trova costretto a sposarla. Pomino però non serba rancore e aiuta Mattia a trovare lavoro presso la biblioteca del paese per risollevare la situazione finanziaria della famiglia. Quando Mattia ritorna rivelando di essere vivo, egli nel frattempo si è sposato con Romilda e ora conducono una vita agiata e tranquilla con una figlia. Gerolamo è spaventato da un eventuale ritorno di fiamma e appare insicuro, timoroso e impacciato col suo vecchio amico.

### Pinzone
Insegnante dei due Pascal, spesso complice dei due nelle loro scorribande. Il suo vero nome sarebbe stato Francesco, o Giovanni, di cognome Del Cinque, narra Mattia nel racconto; anche se dice che tutti lo chiamavano Pinzone e che infine si presentava lui stesso come Pinzone.
Il suo aspetto fisico appariva ossuto: di una magrezza da far ribrezzo; e molto alto.
Alquanto discutibile come precettore, poiché tutta la sua cultura consisteva in filastrocche, sonetti e indovinelli composti da strambi poeti. Inoltre si dilettava lui stesso a comporre rime balzane per il suo piacere personale, come l'Eco citata nel testo del Fu Mattia Pascal:
-In cuor di donna quanto dura amore?
(Ore)
-Ed ella non mi amò quant'io l'amai?
(Mai)
-Or chi sei tu che sì ti lagni meco?
(Eco)

### Zia Scolastica
Zia di Mattia, che aiuta sia la cognata sia il nipote nei momenti di difficoltà, e cerca inutilmente di aprire gli occhi alla cognata, mentre Batta Malagna continua a danneggiarli. Insiste inoltre che la cognata prenda nuovamente marito, per il bene della famiglia. Presso questa zia Mattia si ritroverà a vivere, una volta tornato a Miragno.

### Oliva
Ragazza del paese, povera e onesta e corteggiata da Mattia. Sposata con il Malagna, che poi la vuole lasciare perché non gli ha dato figli, con lei il Mattia intrattiene una relazione sessuale a dispetto del Malagna in modo che la giovane non sia umiliata. Così rimane incinta dello stesso Mattia, il figlio però verrà cresciuto da Batta Malagna come se fosse suo. In questo modo Mattia si vendica di Malagna e risarcisce Oliva.

### Anselmo Paleari
(dal testo)
Padre di Adriana Paleari, è il sessantenne proprietario della pensione di via Ripetta a Roma. Quando Mattia lo incontra per la prima volta, nota il suo torso nudo "roseo, ciccioso, senza un pelo" (cap. X). Paleari è un uomo completamente estraneo alla realtà che lo circonda a causa delle sue grandi riflessioni che espone continuamente al povero Pascal-Meis, come la "lanterninosofia". Ormai non può più lavorare e tutta la sua vita è dedicata alla lettura, alla filosofia ed alle riflessioni sul suo tema preferito: Il celato. L'occulto è l'argomento che più interessa ad Anselmo e organizza spesso sedute spiritiche con lo scopo di richiamare le anime dei morti.

## Lanterninosofia
La lanterninosofia è una teoria filosofica di Luigi Pirandello, esposta nel capitolo XIII de Il fu Mattia Pascal ad opera di un personaggio, Anselmo Paleari.
Secondo questa teoria, a differenza del mondo vegetale, privo di sensibilità, l'essere umano ha la sfortuna di avere coscienza della propria vita, cioè di "sentirsi vivere", con la conseguenza di subordinare la realtà esterna oggettiva a questo sentimento interno della vita, la cui caratteristica è l'ingannevole mutevolezza.
"E questo sentimento della vita per il signor Anselmo era appunto come un lanternino che ciascuno di noi porta in sé acceso; un lanternino che ci fa vedere sperduti su la terra, e ci fa vedere il male e il bene; un lanternino che proietta tutt'intorno a noi un cerchio più o meno ampio di luce, di là dal quale è l'ombra nera, l'ombra paurosa che non esisterebbe, se il lanternino non fosse acceso in noi, ma che noi dobbiamo pur troppo credere vera, fintanto ch'esso si mantiene vivo in noi. Spento alla fine a un soffio, ci accoglierà la notte perpetua dopo il giorno fumoso della nostra illusione, o non rimarremo noi piuttosto alla mercé dell'Essere, che avrà soltanto rotto le vane forme della nostra ragione?" [Il fu Mattia Pascal, cap. XIII]
In pratica questi lanternini rappresentano l'idea interiore del mondo esterno, che viene assunta come unico metro di valutazione. I lanternini più grandi e colorati (ciascuno secondo la propria caratteristica) sono quelli delle ideologie, anch'essi fallaci e propensi a cadere, lasciando così l'individuo senza più capacità di giudizio, nel buio più totale, che però non esisterebbe se non fosse risultato quale contrapposizione al flebile bagliore delle lanterne:
"Nell'improvviso bujo, allora è indescrivibile lo scompiglio delle singole lanternine: chi va di qua, chi di là, chi torna indietro, chi si raggira; nessuna più trova la via: si urtano, s'aggregano per un momento in dieci, in venti; ma non possono mettersi d'accordo, e tornano a sparpagliarsi in gran confusione, in furia angosciosa: come le formiche che non trovino più la bocca del formicajo, otturata per ispasso da un bambino crudele" [ibid.]

## Al cinema
Sono tre le trasposizioni cinematografiche dell'opera di Pirandello. La prima - muta - risale già al 1926: Il fu Mattia Pascal, per la regia del francese Marcel L'Herbier e con Ivan Mosjoukine nel ruolo di Mattia. Nel 1937 è ancora la volta di un regista francese, Pierre Chenal, che scelse Pierre Blanchar come protagonista per il suo Il fu Mattia Pascal.
Nel medesimo anno fu distribuita anche una pellicola di produzione italiana firmata sempre da Chenal dallo stesso titolo. La più recente versione è italiana: nel 1985 Mario Monicelli dirige Le due vite di Mattia Pascal, una versione trasferita ai giorni nostri, con Marcello Mastroianni.

## A teatro
Il romanzo di Pirandello è stato adattato anche per il teatro da Tullio Kezich e portato in scena:
- nel 1974, per la regia di Luigi Squarzina, con Giorgio Albertazzi;[9]
- nel 1986, per la regia di Maurizio Scaparro, con Pino Micol.[10]

Nel 2009 il regista Stefano Mecca ha scritto e diretto Io sono la tua pazzia, che incrocia la trama del romanzo con la vita del suo autore Luigi Pirandello; con interpreti Max Brembilla, Andrea Rodegher e Alessandra Spinelli.
Nel 2016 Tato Russo ha presentato una nuova versione del romanzo con Carmen Pommella, Peppe Mastrocinque, Katia Terlizzi.

## Nei fumetti
Il numero 67 di Dylan Dog, intitolato L'Uomo Che Visse Due Volte, è il romanzo di Pirandello in chiave horror: si narra infatti di un uomo che ha perso la memoria, un certo Matthew Pascal, che deve fare i conti con la sua metà oscura, che di nome fa Adrian Mehis.

## Edizioni
- Luigi Pirandello, Fu Mattia Pascal, Milano, Fratelli Treves, 1919. URL consultato il 9 aprile 2015.
- Luigi Pirandello, Il fu Mattia Pascal, R. Bemporad & figlio, 1921.
- Luigi Pirandello, Il fu Mattia Pascal, collana I grandi libri, Garzanti, 1993,  pp. LXXII + 247, ISBN 88-11-36497-3.
- Luigi Pirandello, Il fu Mattia Pascal, classici Giunti, Giunti, 1994,  p. 275, ISBN 88-11-36497-3.
- Luigi Pirandello, Il fu Mattia Pascal, collana Classici moderni, Arnoldo Mondadori Editore, 2001,  pp. 240, cap. 28, ISBN 88-09-20520-0.
- Luigi Pirandello, Il fu Mattia Pascal, pillole BUR, BUR Biblioteca Universale Rizzoli, 2007,  p. 254, ISBN 88-17-01466-4.